# Shantae (personaje)
Shantae es un personaje ficticio de la serie de videojuegos de plataformas Shantae desarrolla y publicada por WayForward Technologies. Fue creada por Erin Bozon, esposa de Matt Bozon, director creativo de WayForward.
Shantae es una medio genio, hija de un padre humano y una madre que era una genio guardián. En consecuencia, tiene poderes mágicos limitados, incluido su característico cabello azotado y bailes mágicos que le permiten transformarse en criaturas mágicas, y tiene que confiar en sus habilidades y objetos mágicos que adquiere durante sus aventuras para luchar contra sus adversarios.
El personaje ha sido bien recibido y aparece en varias listas de las mejores heroínas de los videojuegos. Shantae se ha convertido desde entonces en la mascota de WayForward Technologies.

## Apariencia
En el primer juego, Shantae es descrita como una mitad genio, la descendencia de un padre humano y una madre Guardian Genie a quienes nunca conoció, ya que desaparecieron cuando ella era solo una bebé. Ella desea demostrar su valía como Guardian Genie de Scuttle Town, a pesar de sus escasas habilidades mágicas. Se la describe como una "bailarina enérgica con un fuerte sentido del bien y el mal" y "propensa a los problemas". Cuando la malvada pirata Risky Boots llega a la ciudad y roba la máquina de vapor de su tío adoptivo Mimic, se embarca en una aventura para detener a Risky y recuperar la máquina. Al final del juego, ha llegado a un acuerdo con su naturaleza y se siente aliviada al escuchar del alcalde Scuttlebutt que el hecho de que no sea un genio completo no importa, ya que demostró su valía al detener a Risky.
En la secuela, Risky's Revenge, Risky Boots se propone vengarse de Shantae, y finalmente logra despojarla de sus poderes mágicos. Esto, sin embargo, fracasa en Shantae y la maldición del pirata cuando la magia que escapó del cuerpo de Shantae despierta al viejo mentor de Risky, el Maestro Pirata, lo que lleva a Shantae y Risky a alcanzar una tregua temporal para derrotarlo, ya que Shantae necesita luchar con objetos mágicos y Equipo pirata de Risky ya que ya no tiene sus poderes. Shantae finalmente tiene éxito y recupera su magia.
En Half-Genie Hero, Risky vuelve a ser la antagonista, mientras intenta tomar el control del Reino Genie, un lugar etéreo donde todos los Genios Guardianes estaban encerrados hace varios años, cuando Shantae era solo una bebé. Shantae frustra los planes de Risky y los genios recompensan a Shantae informándole del paradero de su madre: la madre de Shantae se fue al Reino de los Genios hace mucho tiempo con otros genios para proteger a los seres malvados, dejando a Shantae bajo la custodia de Mimic, pidiéndole que entendiera su sacrificio y asegurándola de su amor.
En The Seven Sirens, Shantae y sus amigos visitan una isla tropical, donde conoce a un grupo de otros medio genios que son secuestrados por Risky y los gobernantes de la isla, las Siete Sirenas. Shantae rescata a los semi-genios, derrota al líder de las Sirens y recibe un diario lleno de mensajes de los Guardian Genies, incluida su madre.

## Recepción
Los editores inicialmente se mostraron escépticos con respecto al personaje y le pidieron a Matt Bozon que considerara cambiar a un protagonista masculino, ya que creían que los jugadores masculinos nunca jugarían como un personaje principal femenino. Matt Bozon apoyó a Shantae, creyendo que ella "tenía que existir" para ver "si había una audiencia que retrocediera", aunque, después del fracaso comercial del juego, reconoció más tarde que los editores probablemente "conocían genuinamente sus mercados". A pesar de las dificultades iniciales, el atractivo crítico duradero de la serie llevó a WayForward a adoptar a Shantae como su mascota oficial. La propia Shantae fue bien recibida por fanáticos y críticos.
En 2017, los lectores de NintendoLife votaron a Shantae como el octavo personaje más buscado de Super Smash Bros. Ultimate. En 2018, los lectores de Source Gaming.com votaron a Shantae como el décimo personaje más buscado de Super Smash Bros.Ultimate. En 2020, Shantae ocupó el puesto 13 entre los personajes más solicitados para un DLC.
Michael Rougeau para Complex incluyó a Shantae en su lista de las mayores heroínas en la historia de los videojuegos en 2013, declarando que "hay algo sobre la chica medio genio". En 2017, Robert Workman de Comicbook.com nombró a Shantae en su lista de las mejores heroínas de videojuegos, teniendo algunas reservas sobre su diseño sexy, pero afirmando que "no hay duda de que este genio no ha tenido problemas para hacer realidad los deseos de los jugadores". Chris Isaac de Comic Book Resources incluyó a Shantae en el puesto 11 en su lista de personajes femeninos de videojuegos que tuvieron un gran impacto en 2017. Daniel Alvarez, de TheGamer.com, calificó a Shantae de "la famosa Half-Genie Hero", y la describió como "la reina indiscutible de los personajes independientes".